# Луцич, Иван
Иван Лучич, также известный как Иоганн Луциус или Джованни Лучо (хорв. Ivan Lučić, лат. Johannes Lucius, итал. Giovanni Lucio; сентябрь 1604, Трогир — 11 января 1679, Рим) — хорватский историк. Основные произведения написаны на итальянском языке и латыни.
Образование получил в Риме в Seminarium Romanum (1618—1620) и Падуе (изучал философию и математику). В 1630 году получил звание доктора права. В 1625—1654 годах жил в городе Трогир 1654 году переехал в Рим. Лучич был самым первым в южнославянской историографии, кто начал использовать приемы научной критики источников. Написал книгу «О королевстве Далмации и Хорватии» (Амстердам, 1666; позднее во Франкфурте; Амстердам, 1748; Вена, 1758), опираясь на найденные в хорватских и далматинских архивах документы, труда хорватских, византийских, итальянских и венгерских авторов.
Также автор «Исторических записок о Трагурион, который сейчас зовется Трау» (Венеция, 1673), «Жизнь Джованни Орсини» (Рим, 1657), «Dissertatio de Illyrico et arbores familiarum», «Supplementum in cronica Hungarorum» и других книг. Ряд произведений Лучича не была напечатана и не сохранилась в рукописьах (сохранились «Le origine della chiesa di Croazia e Dalmazia», «Gl’indici cataloghi e degli arcivescovi e vescovi», «La serie dei consilii e dei sinodi patrj», «Le vicende delle patrie chiese»). Некоторые рукописи ныне хранятся в библиотеке св. Иеронима в Риме.